# Граббе, Павел Христофорович
Граф (с 28 октября 1866) Па́вел Христофо́рович Гра́ббе (2 декабря 1789, Кексгольм, Выборгская губерния — 15 июля 1875, имение Тимчиха, Полтавская губерния) — русский военачальник и государственный деятель, генерал от кавалерии (27 марта 1855), генерал-адъютант (25 июня 1839), один из самых успешных командующих Кавказской войны (1838-1844), овладевший неприступной твердыней горцев Ахульго. Член Союза Благоденствия. В 1862—1866 годах — войсковой атаман Донского казачьего войска, затем член Государственного Совета. Двое его сыновей пали в бою.

## Биография

### Первые годы
Из дворянского рода Граббе. Родился 2 декабря 1789 года в Кексгольме на Ладожском озере, где отец Павла Христофоровича в чине титулярного советника занимал гражданское место, а до этого времени служил подпоручиком в Сибирском гренадерском полку. Четырёх лет от роду Граббе был увезен из Кексгольма в Санкт-Петербург, в дом своего отчима, инженер-генерала Степана Даниловича Мигулина.
В 1794 году Граббе был определён в Сухопутный шляхетский кадетский корпус, где это время обучался старший брат Павла Христофоровича, Карл. За несколько лет до выпуска родители Граббе переехали на жительство в Петербург, где отчим Павла Христофоровича имел место по управлению воспитательного дома. Ещё до выпуска из кадетского корпуса Павел Христофорович, после смерти своего отчима, вместе со своими братьями и сестрами был представлен императрице Марии Фёдоровне, которая озаботилась судьбой сирот. Мать Граббе, после смерти мужа, впала в ипохондрию и умерла в 1828 году в Могилёве на Днепре.

### В войне с Наполеоном
5 сентября 1805 года Граббе выступил из корпуса и был тотчас зачислен подпоручиком артиллерии во 2-й артиллерийский полк и был отправлен в армию, командированную в поход в Моравию. Нагнав свой полк в Варшаве, Граббе был определён в роту П. А. Чуйкевича, входившую в состав колонны генерала П. К. Эссена, вместе с которой Павел Христофорович совершил трудный переход по Венгрии. 14 декабря 1806 года Граббе впервые участвовал в сражении под Голымином, во время которого едва не попал в плен, лишившись своего коня. Спустя 6 недель, 27 января, Павел Христофорович принял участие в сражении под Прейсиш-Эйлау, которое доставило ему золотой крест на шею. За сражение под Голымином он получил 20 апреля 1808 г. орден Святой Анны 4-й степени на шпагу. В следующем году Граббе, командуя своей ротой во Владимирском полку, участвовал в Гуттштадтском, Гейльсбергском сражениях и под Фридландом.
После заключения Тильзитского мира Павел Христофорович был отпущен в Петербург, где пробыл до 1808 года, а потом находился в русской армии, расположенной в Польше для охраны австрийской границы (28 сентября 1808 г. произведён в поручики). В это время Павел Христофорович жил в Кракове, состоя адъютантом генерала А. П. Ермолова. В 1810 году Граббе, как отличный офицер, получил от военного министра М. Б. Барклая-де-Толли поручение, согласно которому он был командирован в качестве военного агента в Мюнхен в звании канцелярского чиновника при миссии, где Павел Христофорович пробыл до 1811 года, состоя при русском посольстве в Баварии. Во время своего пребывания за границей Граббе завязал сношения с известнейшими учёными того времени, в том числе с известным учёным бароном Шеллингом, отношения с которым сохранил и впоследствии. В 1812 году Граббе был командирован в Берлин, откуда, получив тайное поручение от берлинского посла барона Х. А. Ливена, прибыл в Петербург. Сейчас же по приезде Павел Христофорович получил приказание отправиться в Вильно, где тогда была главная квартира военного министра Барклая-де-Толли, адъютантом которого был он назначен.
До начала открытых сражений с французами Граббе был командирован Барклаем-де-Толли в качестве парламентера во французскую армию с тайным поручением разузнать о месте главной французской армии и численности её. Это рискованное поручение было блестяще исполнено Павлом Христофоровичем, причем он лично доложил Александру I о результате своих наблюдений. При дальнейшем развитии военных действий Граббе участвовал в сражениях при Смоленске, а 6 августа, когда положение части русской армии было весьма критическим благодаря беспорядочному отступлению и напору французских войск, Граббе восстановил порядок, приказав бить сбор и собрав вокруг себя большое количество солдат, вышел с ними на дорогу, двинулся навстречу неприятельской армии и, став в виду неприятеля, прикрыл отступление остальной армии. За участие в этом деле Граббе получил впоследствии орден Святого Георгия 4-го класса, а впоследствии и алмазные знаки к ордену Святой Анны 2-й степени (24 апреля 1814 г.). Продолжая состоять адъютантом генерала Ермолова, а потом генерала М. А. Милорадовича, Граббе участвовал во всех значительных сражениях Отечественной войны 1812 года, в том числе в сражении под Витебском, при Бородино (орден Святой Анны 2-й степени, 5 ноября 1812 г.), Тарутине (орден Святого Владимира 4-й степени с бантом, 25 февраля 1813 г.), Малоярославце (за отличие произведён в штабс-капитаны), под Вязьмой и Красным. По отступлении Наполеона I  Граббе был командирован в партизанский отряд Вальмодена, с которым участвовал в набегах, произведенных на разбросанные части французской армии. В 1814 году Граббе участвовал в походе во Францию и 18 мая 1814 г. получил чин капитана.

### Союз общественного благоденствия
По возвращении на родину в 1815 году, приехал в Москву; 10 декабря 1816 г. Граббе производится в полковники и получает назначение командиром Лубенского гусарского полка в Ярославле. К этому времени относится знакомство Граббе с декабристами и его участие в Союзе спасения. Будучи постоянным посетителем собраний Союза, Граббе был одним из наиболее горячих приверженцев идей Союза и отрицательно относился к планам насильственного переворота. Когда в 1818 году Общество переработало свой устав («Зеленую книгу») и приняло новое имя Союза Благоденствия, Граббе вступил членом в этот союз и принял деятельное участие в съезде депутатов от разных отделов этого общества, собравшемся в Москве в 1821 году. За «явное несоблюдение порядка военной службы» отставлен от командования полком с позволением остаться на жительство в Ярославле; сам Граббе воспринимал это как ссылку.
После того, как съезд объявил Союз уничтоженным, Граббе прекратил совершенно свою деятельность в этом направлении и уклонился от активного участия в заговоре 14 декабря 1825 года. Арестованный в 1825 году по делу декабристов Граббе, к тому времени служивший в Северском конно-егерском полку, не был осужден верховным судом, хотя и провёл 4 месяца в Динаминдской крепости.

### Русско-турецкая война
Находясь некоторое время в отставке, Граббе в 1827 г. был переведен в Дерптский конно-егерский полк и вскоре за тем в Новороссийский драгунский полк. С началом русско-турецкой войны Граббе с полком был назначен в состав войск авангарда генерала Ф. К. Гейсмара, расположенных в Малой Валахии; здесь исправляя должность начальника штаба и в то же время командуя авангардом и кавалерией отряда, участвовал во многих блистательных делах против турок, за что был награждён чином генерал-майора (19 июня 1829 г., за отличие при штурме Рахова), орденом Святого Владимира 3-й степени (7 января 1829 г., за сражение при Боелешти) и золотой шашкой с надписью «За храбрость», украшенной алмазами (3 апреля 1830 г., за сражение у Цибри). В эту кампанию, при штурме укрепленного городка Рахова, в Болгарии в 1829 году, командуя охотниками и одним егерским батальоном, Граббе первым переправился через Дунай, вытеснил турок из передовых позиций и занял цитадель, причем был ранен пулей в ногу, но, несмотря на рану, через несколько дней снова участвовал в набеге на турецкую кавалерию и не оставлял войск до конца кампании.

### Польская война
В начале 1830 года Граббе вернулся в Россию, пробыл некоторое время в Бессарабии и 13 апреля вторично женился, на девице, урождённой Ролла; первым браком он был женат на Скоропадской, от которой имел сына Николая, умершего младенцем, всего год от роду. С началом войны против польских мятежников генерал-майор Граббе был назначен 14 марта 1831 г. исправляющим должность начальника штаба 1-го пехотного корпуса и участвовал в сражениях под Минском и Калушином, где был контужен в бедро и 16 сентября награждён орденом Святой Анны 1-й степени, а также в штурме Варшавы. За сражение при Остроленке получил 22 августа 1831 г. орден Святого Георгия 3-го класса № 437
В воздаяние отличнаго мужества и храбрости, оказанных в сражении против польских мятежников 14 мая при Остроленке

### Кавказ
По окончании военных действий в Польше Граббе 6 декабря 1831 г. был назначен начальником 2-й драгунской дивизии. 26 сентября 1834 г. был удостоен ордена Святого Владимира 2-й степени.

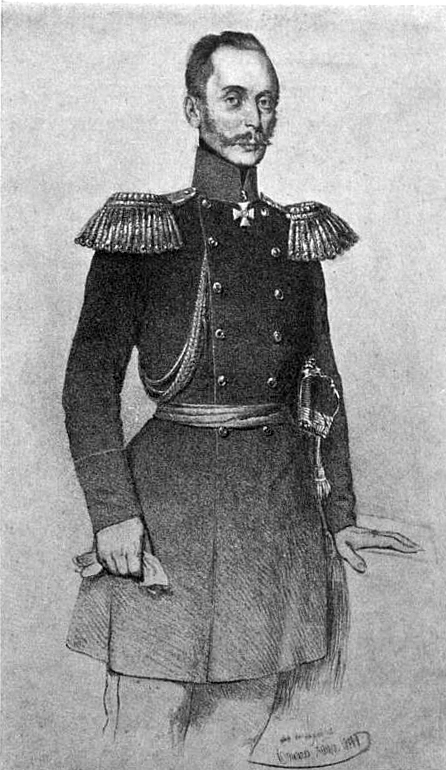
Генералъ-адъютантъ П. Х. Граббе

В 1835 году он был уволен для излечения болезней на Кавказские минеральные воды на один год, 18 апреля 1837 года произведён в генерал-лейтенанты, а 18 апреля 1838 года назначен командующим войсками на Кавказской линии и в Черноморской области. Когда в 1839 году возникли на Кавказе военные действия против Шамиля, Павлу Христофоровичу был вверен отряд войска, расположенного в Северном Дагестане и в Чечне, известный под названием Чеченского отряда русской армии на Кавказе. Благодаря исключительным условиям этой войны, Чеченскому отряду указана была только общая цель действий; сами же средства для достижения её, распределение сил, выбор путей должны были определиться по указанию местных обстоятельств и по ближайшему усмотрению Граббе. В распоряжение начальника даны были все военные средства не только Кавказской линии, но и Северного Дагестана, который временно подчинен был ему во всем, что касалось до военных действий. Все заготовления для экспедиции делались по его соображениям. Заготовления эти производились Граббе таким образом, чтобы к 1 мая войска могли собраться в предназначенных им пунктах и начать действия. Главными складочными и опорными пунктами для Чеченского отряда Граббе избрал крепости Грозную и Внезапную, с одной стороны, и Темир-хан-Шуру, с другой. Общие силы, бывшие под командой Граббе, состояли из 10 батальонов, 5 сотен казаков, 6 легких и 8 горных орудий и 4 орудий казачьей артиллерии.

Первоначально Граббе решил обратиться в Чечню, чтобы нанести поражение Ташав-Хаджи Эндиреевскому, союзнику Шамиля, чтобы потом двинуться против самого Шамиля. Выступление отряда назначено было на 9 мая; перед выступлением Граббе отдал по отряду приказ, в котором призывал солдат к храбрости, строго приказал щадить женщин и детей и выражал уверенность в успехе русского оружия. Все приготовления к походу совершались Граббе в тайне и ему удалось приблизиться к укреплению Ташав-Хаджи Эндиреевского Ахмет-Тала так внезапно, что последний был застигнут среди глубокого сна. По приказу Граббе крепость была сожжена. Горцы из крепости успели скрыться и вскоре собрали из ближайших окрестных жителей приверженцев Шамиля. В то время, как горцы были скрыты густотой леса, передовой отряд армии Граббе под управлением полковника Лабинского был расположен на открытой равнине и подвергался беспрерывным нападениям горцев. Чтобы выбить неприятеля из позиции, Граббе двинулся с главными силами для атаки с фронта, а всю кавалерию послал в обход леса. Едва горцы заметили это движение русских войск, как немедленно скрылись; соединившееся войско Граббе расположилось у Балансу (ближайшее ичкерийское селение). На другой день, 11 мая, Граббе вновь двинул свой отряд в землю ичкерийцев; предавая огню все встречные аулы, Граббе 12 мая занял селение Саясань, на берегу реки Аксай, где расположены были главные силы Ташав-Хаджи Эндиреевского, и нанес горцам второе поражение. Когда таким образом первая часть плана Граббе была удачно исполнена, он приказал войскам вернуться в крепость Внезапную, чтобы оттуда двинуться на Шамиля. 

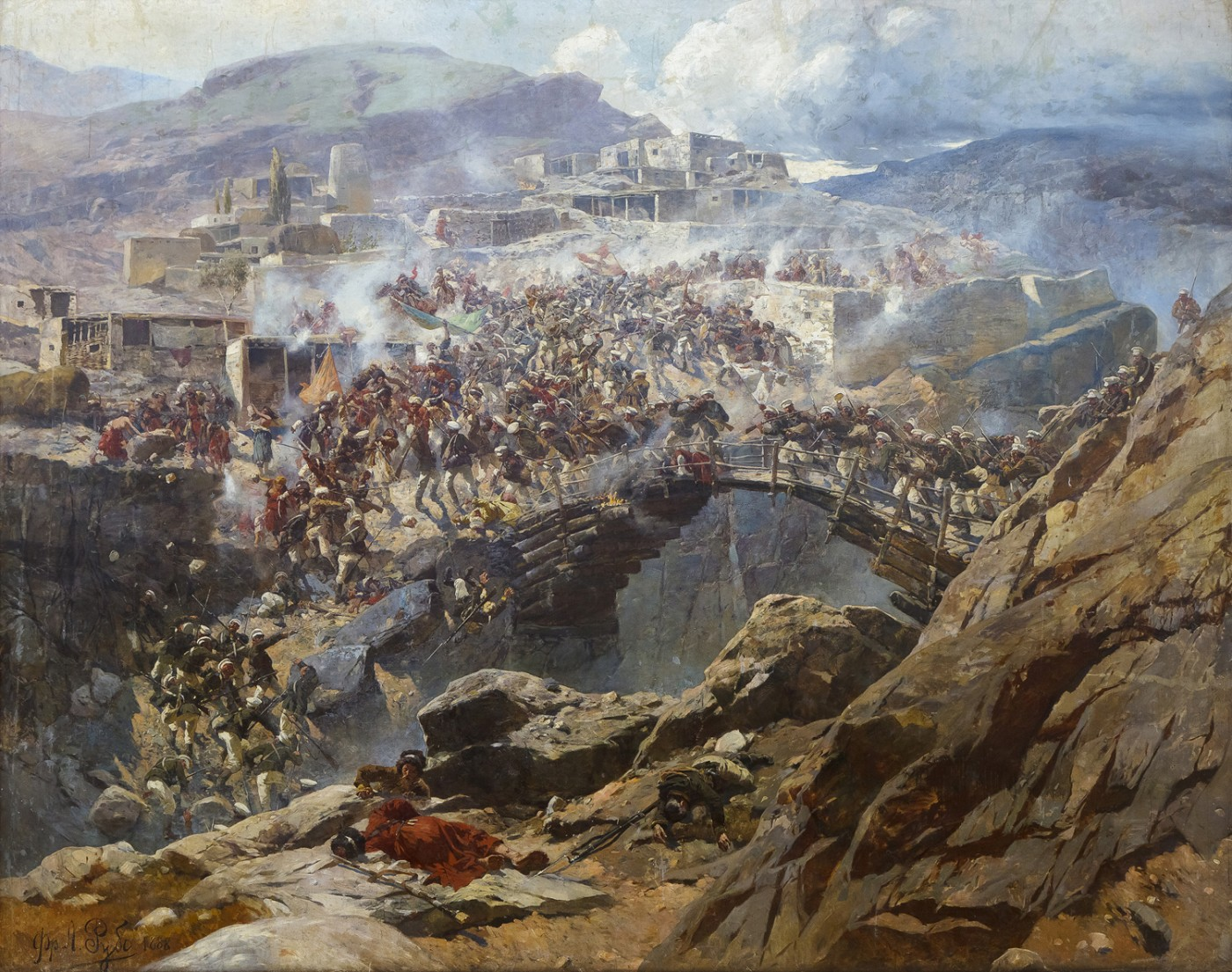
Ф. А. Рубо. «Штурм Ахульго»

Центром сил Шамиля служила почти неприступный аул Ахульго, куда Граббе направился опасным путём, через земли враждебных горских племен. Такое направление войск Граббе избрал для того, чтобы нанести поражение не только армии Шамиля, но и всем горским племенам, с которыми пришлось ему встретиться на пути к Ахульго. Исключительно благодаря избранию Граббе этого направления похода, стало возможным окончание войны, казавшейся бесконечной, так как в противном случае Шамиль, вытесненный из Ахульго, имел бы возможность найти вновь подкрепление среди горских племен, обезоружить которые намерен был Граббе раньше всего. Первое сражение на пути к Ахульго Граббе выдержал близ аула Таренгуль, где была расположена недоступная крепость горцев Буртунай. На помощь горцам явился Шамиль с 4-тысячным войском и занял очень удобную позицию на ближайших высотах. Разделив свою армию на две колонны, Граббе окружил неприятеля и после смелого натиска горцы Шамиля были обращены в бегство. Следующее сражение с неприятелем произошло у крепости Аргуань (Аргвани), где Шамиль собрал 16 тысяч горцев. Окружив неприступное селение со всех сторон орудиями, Граббе пытался вытеснить оттуда горцев непрерывным огнём, когда же это ему не удалось, он приказал солдатам взбираться на высоты одновременно с двух сторон. Видя движение русских войск, горцы первые вступили в рукопашный бой, выходя навстречу русской армии. Бой продолжался беспрерывно весь день 30 мая, после того, как большая часть горцев была перебита. Крепость была взята русскими, хотя и с большим уроном. Взятие Аргуни, за которое генерал-лейтенант Граббе получил генерал-адъютанта, открыло русским свободный путь во все стороны.
Продолжая своё победоносное шествие по Кавказу, Граббе привел свои войска к крепости Ахульго, твердыне Шамиля. Блокада крепости началась 12 июня. Селение Ахульго занимало два огромных утеса, разделенных между собой ущельем речки Ашильты, оба утеса вместе составляли полуостров, огибаемый с трех сторон рекой Койсу. Войско Шамиля состояло из 4 тысяч человек, в числе которых были самые отчаянные мюриды. Блокада крепости затянулась как потому, что силы Граббе ещё не были сконцентрированы вокруг Ахульго, так и потому, что не было возможности найти доступ к этой крепости. В то же время Ахтверды-Магома, союзник Шамиля, собрал скопище враждебных горцев и занял высоты над Ашильтою, вблизи Ахульго, чтоб препятствовать войску Граббе вести блокаду. Действия против обоих вождей велись под непосредственным управлением Граббе, который неожиданно ворвавшись в укрепления, обратил их в бегство одновременно в нескольких местах. Затем Граббе, вернувшись к Ахульго, направил часть своего войска против Сурхаевой башни, в которой заперлись главные силы Шамиля. 4 июля взята была Сурхаева башня после отчаянного сопротивления мюридов. 16 числа Граббе решился произвести штурм; войска были разделены на 3 колонны. Одна из них под начальством полковника барона Врангеля назначена для штурма нового Ахульго, вторая под командованием полковника Попова для атаки старого Ахульго, наконец третьей колонне под начальством майора Терасевича приказано было бросаться по руслу речки Ашильты в ущелье, между Старым и Новым Ахульго, чтобы отвлечь внимание неприятеля. Все три колонны по приказу Граббе должны были двинуться в одно время; после сильного огня войско стало храбро взбираться на скалы, но не могло устоять под сопротивлением мюридов и принуждено было спуститься в лагерь, понеся большие потери. Тогда Граббе решил построить мост через реку Койсу, чтобы лишить Шамиля сообщения по реке, и окружить крепость с этой недоступной до той поры стороны. 4 августа мост был готов, и крепости было отрезано сообщение с горцами. Затем Граббе приказал саперам строить галерею для того, чтобы облегчить войскам подъём на горы и спуск; постройка подвигалась очень медленно, так как горцы пользовались всяким случаем для того, чтобы разрушить её. Так длилось до 16 августа, когда Шамиль поставленный в крайнее положение, изъявил желание вести переговоры; Граббе потребовал, чтобы он покорился русскому правительству и в знак покорности выдал бы заложником своего сына, на это Шамиль ответил так, что переговоры были немедленно прерваны. 17 августа по приказу Граббе был предпринят новый штурм Ахульго; после нескольких удачных действий войск Шамиль выкинул белый флаг, выслал своего сына Джемал-Эддина и повел с Граббе переговоры о сдаче крепости. Переговоры велись в течение 4 дней, причем Шамиль все же не соглашался на требования Граббе; тогда переговоры были опять прерваны и 21 числа был произведен новый штурм Ахульго. Мюриды держались в продолжении дня, потом, оставив новый Ахульго, скрылись в пещеры старого; на рассвете 22 августа Граббе приказал занять последний оплот Шамиля, Старый Ахульго; здесь завязался отчаянный бой, даже женщины оборонялись с исступлением; к 2 часам пополудни крепость была занята русскими войсками. В Ахульго не оставалось ни одного горца, все были либо перебиты, либо успели скрыться, с ними вместе скрылся и Шамиль. За взятие Ахульго Граббе был награждён 5 сентября 1839 г. орденом Святого Александра Невского, а позднее, 14 апреля 1842 г., за Чеченскую экспедицию 1841 года — алмазными знаками к тому же ордену.
Взяв Ахульго, Граббе приказал войскам вновь отправиться в поход и 31 августа войско двинулось в селение Гимры, а оттуда в Темир-хан-Шуру, вокруг которой расположилось лагерем. Русское войско было сильно изнурено утомительными переходами и тяжелым штурмом Ахульго, чем объясняются дальнейшие неудачи Граббе. Считая свою экспедицию законченной, Граббе решил распустить отряд, но предполагал пройти из Дагестана на Кумыкскую плоскость через Чиркей и Салатау. Селение Чиркей было постоянно в сношениях с Шамилем и враждебно русским. Когда Граббе получил явные улики против чиркейского старшины Джамала, приказал арестовать его, чем возбудил неудовольствие во всех горцах. Когда русские войска вступили в Чиркей, старшины селения наружно высказали свою покорность, но едва войска подошли к воротам селения, раздался залп из прилежащих домов и крыш, которым произвели переполох в войске, воспользовавшись которым горцы, напав на отряд с нескольких сторон, нанесли значительный ущерб. Этот поступок чиркеевцев требовал наказания; чиркеевцам было объяснено, что их ждет полное истребление. Но атака Чиркея была не легка, потому что селение было совершенно недоступно благодаря реке Суллак, окружающей его. Единственный способ для атаки состоял в том, чтобы перейти через Суллак ниже, так как мост через реку в этом месте был сожжен, по Миатлинской переправе и, обойдя таким образом вокруг, вновь подойти к нему. Генерал Граббе решился на это движение. 10 сентября отряд следовал к Миатлинской переправе, когда прибыла депутация от чиркеевцев, изъявлявшая покорность Граббе. После строгого выговора, Граббе остановил движение войск в Чиркей и, назначив в Чиркей военного пристава, направился в крепость Внезапную, куда вступил 18 сентября. Такова была первая экспедиция ген. Граббе, составляющая одну из самых славных страниц покорения Кавказа. Результаты экспедиции Граббе, по наружности, были самого утешительного свойства, однако покорность горных племен была только вынужденной и последние ждали лишь случая, чтобы возобновить военные действия против русских. Общее наблюдение за всеми отрядами было поручено Граббе. После того, как черкесы и мюриды Шамиля, напав неожиданно на несколько русских крепостей и фортов, совершенно разграбили их, причем Шамилю удалось склонить к себе всю Чечню и много других горных племен Северного Кавказа, Граббе командировал генерала А. В. Галафеева с большим войском в Малую Чечню для поимки Шамиля. Когда же экспедиция Галафеева ни к чему не привела, а лишь увеличила уверенность горцев в непобедимости Шамиля, который в это время успел овладеть всей Аварией, Граббе в октябре 1840 г. сам стал во главе отряда генерала Галафеева и, приехав в Грозную, повел оттуда войска ещё раз по Чечне, истребляя все встречные аулы и перейдя через Качкальковский хребет, прибыл в Герзель-аул, откуда за поздним временем года распустил отряд на зимние квартиры. Это движение не принесло особенной пользы, и горцы не оставляли своих набегов, причем успели овладеть опять рядом русских крепостей.
На 1841 год для действий на Кавказе был выработан новый план покорения, причем самая ответственная часть была поручена чеченскому отряду, руководимому Граббе. Когда Шамиль, разграбив несколько военных поселений и разбив русские войска, появился на Хубарских высотах, Граббе выступил со своим отрядом из крепости Внезапной, соединился с отрядом генерала Головина близ аула Ипчке, 15 мая атаковал укрепленную позицию Шамиля на Хубарских высотах и успел овладеть ею без особенно больших потерь. После того Граббе двинул свой отряд к Чиркею, жители которого, узнав о поражении Шамиля, скрылись, который, по приказанию Граббе, был сейчас же занят войсками, а затем 20 мая двинулся в Лух для преследования бежавшего туда Шамиля. Разорив село Дылым и выдержав несколько стычек с неприятельскими скопищами, Граббе повернул на север и к концу мая вернулся в Грозную. В конце июня Граббе снова собрал свой отряд и двинулся вверх по Аргуни к аулу Чах-Кери, где он предполагал возвести укрепление, но при ближайшем ознакомлении с местностью он признал, что предположение это неисполнимо; вследствие этого Граббе перевел свой отряд на Сунжу, где и приступил к постройке укреплений у Казак-Кичу и Закан-Юрта. Окончив эти работы в половине октября, Граббе присоединил к себе отряд П. П. Нестерова и предпринял новую экспедицию в Малую Чечню, истребляя собранные жителями запасы и разоряя враждебные аулы; первого ноября, по возвращении в Герзель-аул, войска были распущены на зимние квартиры. Едва лишь Граббе распустил своё войско, Шамиль снова появился в Чечне, успел найти себе новых союзников, совершил несколько удачных набегов на русские крепости и вновь упрочил своё влияние.
В 1842 году Граббе отправился в Петербург и добился утверждения своего собственного плана, который состоял в том, чтобы овладеть резиденцией имама в Чечне, аулом Дарго, подорвать этим материальные средства и нравственное обаяние Шамиля, а вместе с тем покарать упорнейших врагов, ичкерийцев, вместо первоначального плана, который предполагал движение на Гумбет. Имея в виду прежде всего достигнуть намеченную им цель, Граббе решился идти через Ичкерию, хотя сам до того времени выражал убеждение в опасности летней экспедиции в дремучие леса Чечни. В довершение неблагоприятных обстоятельств приготовления к такой обширной экспедиции затянулись до последних чисел мая, чем Шамиль воспользовался, собрав многочисленные скопища в Чечне и поручив начальство над ними одному из лучших своих наибов, Шуаиба-муллы. Но Граббе не отказался от своего намерения и, притянув к себе ещё три батальона с частью артиллерии дагестанского полка, 30 мая двинулся вверх по ущелью реки Аксай, на селения Шуани и Дарго, имея под ружьем до 10 тысяч человек и 24 орудия. При войсках был огромный обоз, который растянулся на несколько верст и требовал для своего прикрытия почти половину отряда, поэтому вся колонна оказалась весьма слабой в боевом отношении. В первый день Граббе сделал всего 7 верст, а 31 числа пошёл проливной дождь, совершенно испортивший дорогу, тогда же появились многочисленные партии горцев, завязавшие с отрядом беспрерывную перестрелку; а пройдя ещё 12 верст, Граббе принужден был остановиться на безводной поляне. На следующий день численность противника выросла до нескольких тысяч, дорога стала ещё хуже, отряд два дня оставался без воды, раненых в отряде Граббе уже насчитывали сотнями, невозможность дальнейшего следования сделалась очевидной; поэтому Граббе в ночь на 2 июня приказал отступать по той же дороге. Чеченцы, видя критическое положение отряда, нападали на него со всех сторон, отбивали обоз, орудия, даже людей. Наконец 4 июня Граббе привел отряд в Герзель-аул, потеряв 60 офицеров и 1700 нижних чинов; кроме того он лишился одного орудия и почти всех продовольственных и съестных припасов.
Вслед за этим Граббе, узнав, что Шамиль имеет намерение вторгнуться в Аварию, поспешил в Дагестан, отправив в Темир-хан-Шуру наименее пострадавшие батальоны и 8 орудий. Отсюда он повел отряд в Аварию и в конце июня прибыл к аулу Цатаних в составе 11 батальонов, 600 человек конницы и 20 орудий. От этого аула Граббе направился в селение Игали, предполагая устроить там укрепленную переправу и тем обеспечить обладание обоими берегами Андийского Койсу. Когда жители Игали, завидев русские войска, сожгли свои жилища и вместе с мюридами Шамиля засели в садах, Граббе повел против них атаку и после горячего боя, потеряв 6 офицеров и 231 нижних чинов, занял селение. Ближайшее ознакомление с местностью убедило Граббе, что утвердиться в Игали, за отсутствием воды, не удастся, вследствие чего 29 июня ночью отвел войска в Цатаниху, настойчиво преследуемый горцами. Затем Граббе обратил свой чеченский отряд на постройку Хунзахской цитадели и укрепления Куринского, на Кумыкском плоскогорий при разоренном ауле Ойсунгур. Вскоре после бедственной Ичкерийской экспедиции Граббе покинул Кавказ, будучи отставлен от своего звания командующего войсками Северного Кавказа с оставлением в чине генерал-адъютанта, вследствие Высочайшего воспрещения совершать впредь экспедиции внутрь Кавказа и изменения плана борьбы с Шамилем.

### Венгерский поход
До осени 1847 года Павел Христофорович жил в своей имении «Тимчиха» в с. Блотница (Болотница) Прилукского уезда Полтавской губернии (Черниговская обл., Талалаевский р-н, с. Грабщина) в кругу своей семьи. В 1849 году Граббе вновь был призван к государственной деятельности, будучи назначен начальствовать особым отрядом в северных комитатах Венгрии, для охранения Западной Галиции и очищения от неприятельских отрядов горных комитатов. Граббе выступил со своим отрядом в 1849 году и 5 июня достиг Альшо-Кубина, откуда выслал разведочные казацкие партии для поисков отрядов мятежников. 10 июня Граббе с Нижегородским пехотным полком и четырьмя казацкими сотнями предпринял новые поиски по берегам реки Арвы, причем по приказу Граббе были уничтожены крепкие завалы из огромных камней, сложенные венгерцами с целью воспрепятствовать движению войск; во время этого похода Граббе были разбиты венгерские отряды при Сен-Мартоне и заняты города: Кремниц, Шемниц, Нейзоль и Альтзоль. Предприняв 13 июня движение на Сен-Миклош и не встретив на пути неприятеля, Граббе вновь вернулся в Альшо-Кубин 17 июня. Получив затем приказание действовать наступательно, Граббе вновь выступил 20 июня из Альшо-Кубина и прибыл в Керсет, где в то время находился значительный венгерский отряд; когда при приближении отряда неприятель отступил, Граббе занял без боя село Керсет. 5 июля Граббе выступил из Керсета и двинул свой отряд в Балашшадьярмат для преследования армии Гергея. Прибыв 7 июля в село Сухань узнав, что Балашшадьярмат занято уже русскими войсками, вернулся в Альтзоль; затем, оставив часть отряда на месте, он двинулся к Мишкольцу, куда прибыл 15 июля. Прибыв туда, Граббе получил приказание от фельдмаршала выступить в Токай и там присоединить к себе отряд генерала Остен-Сакена. Исполняя приказание, Граббе выступил 16 июля по указанному направлению и у Гестеля наткнулся на всю армию Гёргея. После жестокой перестрелки Граббе принужден был немедленно отступить; убедясь в превосходстве сил неприятеля, отвел свои войска назад и расположил их между д. Онга и Мишкольцем. Вскоре Граббе получил приказание идти на соединение с войсками 4-го корпуса, вследствие чего он стянул свои войска ближе к Мишкольцу и остановился за рекой Шайо. На предписанное ему движение к с. Ваше, Граббе, однако, не решился ввиду тревожных известий; под влиянием этих известий Граббе, опасаясь быть окруженным неприятелем, снялся с позиции и ночью отступил к Путноку. 21 июля Граббе, получив донесения о возобновлении деятельности инсургентов в северных горных комитатах Венгрии — Ораве, Липтове и Турце, согласно приказанию главнокомандующего, направился с главными силами своего отряда к Лошонцу, куда прибыл 26 июля. Подойдя к Лошонцу, Граббе остановил свой отряд и послал отдельные команды для взыскания с жителей наложенной контрибуции. Население в виде протеста против распоряжения Граббе стало поджигать селение с разных сторон и, несмотря на все меры, принятые Граббе, Лошонц сгорел до основания. 28 июля, продолжая начатый поход, Граббе вступил в Альтзоль. Далее, образовав небольшие команды, Граббе разослал их по наиболее опасным местам для поимки инсургентов и направился в Нейзоль. Когда 10 августа было получено Высочайшее приказание содействовать австрийским войскам, Граббе выступил из Нейзоля для занятия демаркационной линии по реке Грон, а 13 и 14 августа расположился на тесных квартирах по течению этой реки. 23 августа Граббе двинул свой отряд к крепости Коморну для обложения на пространстве между реками Нейтрой и Дунаем. 15 сентября крепость сдалась австрийцам, а 19 сентября Граббе предпринял обратное движение в пределы империи. За поход в Венгрию Граббе был награждён 21 октября 1849 г. золотой саблей, украшенной алмазами, с надписью «За поход в Венгрию 1849 года».

### В годыКрымской войны
В 1853 году Граббе состоял членом Комитета Инвалидов и привлекался по известному делу тайного советника А. Г. Политковского о растрате последним комитетских денег. По этому делу привлекались все члены комитета и причастные к нему лица. По решению суда Граббе был вначале приговорен к трехмесячному аресту за «доверие к мошеннику и небрежное отношение к своим обязанностям». Когда же приговор был представлен на Высочайшую конфирмацию, Государь помиловал Граббе и нашёл его виновным только в том, «что, усомнясь в правильности существующего порядка в комитете, не довел об этом, как генерал-адъютант до Моего сведения, за что объявить строжайший выговор и от дальнейшего взыскания освободить». 20 марта 1854 года был назначен главным начальником над войсками в Кронштадте, а вскоре командующим войсками, расположенными в Эстляндии. 26 августа 1856 г., за управление Эстляндией, был награждён орденом Святого Владимира 1-й степени с мечами. Чуть ранее, 27 марта 1855 г., получил чин генерала от кавалерии.

### На Дону. Последние годы жизни

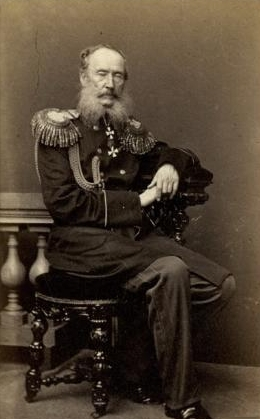
П. Х. Граббе, 1864—1865

С 1858 года по 1862 год Павел Христофорович с небольшими перерывами прожил в своем имении «Тимчиха» вместе с дочерями Ольгой и Екатериной. 13 сентября 1862 года был призван на высокий военно-административный пост: он был назначен наказным атаманом Войска Донского на место уволенного М. Г. Хомутова. Будучи атаманом, Граббе не ввел в Области никаких нововведений и не учинил никаких реформ, но своим беспристрастным и всегда справедливым ко всем отношением вызывал к себе общую любовь населения. Деятельность Граббе в крае лучше всего характеризуют слова, сказанные им несколько дней спустя по вступлении в исполнение своих обязанностей: «Я никого не хочу стеснять: кому угодно в церковь — иди молись, кто хочет в театр — веселись. Всякий действует по душевному настроению. Ханжой я никогда не был и не буду». 28 октября 1866 года Граббе был отставлен от должности наказного атамана Войска Донского (8 сентября 1863 года получил орден Святого Андрея Первозванного) и возведён в графское достоинство, а также назначен членом Государственного Совета.
В продолжение всей своей жизни (начиная с 1805 года) Граббе вел свой дневник и записки, которые представляют большой исторический интерес. Они охватывают собой период трех царствований на протяжении всего XIX века. Участник и очевидец всех войн этого века, он подробно описывает их в своих записках, характеризуя также многих видных участников их. Эти записки изобличают большое художественное дарование Граббе и его многостороннюю образованность; он неизменно следит за всеми новостями литературы, науки и политики, касаясь постоянно этих вопросов в своих записках. Эти записки очень часто прерываются и иногда на целый ряд лет. Так с 1813 по 1830 год записок совершенно не сохранилось, так как они пропали во время ареста Граббе в 1825 году. Начиная с 1830-х годов записки с перерывами доведены до 1866 года. («Русский архив», 1873 г., 1888 г. и 1889 г.; есть и отдельное издание части этих записок под заглавием «Из записок П. Х. Граббе» М., 1873 г.).
Павел Христофорович умер 15 июля 1875 года в своём имении Тимчиха Полтавской губернии (ныне с. Грабщина, Талалаевский р-н, Черниговская обл.).

## Сочинения
- Записная книжка графа П. Х. Граббе. Архивная копия от 27 августа 2017 на Wayback Machine — М., 1888. — 750 с.

## Военные чины и звания
- Подпоручик (08.09.1805)
- Поручик (28.09.1808)
- Штабс-капитан за отличие при под Малоярославцем (06.10.1812)
- Флигель-адъютант (06.05.1889)
- Капитан (08.05.1814)
- Полковник (10.12.1816)
- Генерал-майор за отличие при штурме Рахова (19.06.1829)
- Генерал-лейтенант (18.04.1838)
- Генерал-адъютант (25.06.1839)
- Генерал от кавалерии (27.03.1855)

## Награды
Российские:
- Орден Святой Анны 4-й степени на шпагу (20.04.1808)[4]
- Крест «За победу при Прейсиш-Эйлау» (1808)
- Орден Святого Георгия 4-й степени (1812, в списках кавалеров не значится)
- Орден Святой Анны 2-й степени за отличие при Бородино (05.11.1812)
- Орден Святого Владимира 4-й степени с бантом за отличие при Тарутино (25.02.1813)
- Алмазные знаки к ордену Святой Анны 2-й степени (24.04.1814)
- Орден Святого Владимира 3-й степени (07.01.1829)
- Золотая сабля с надписью «За храбрость», украшенная алмазами (03.04.1830)
- Орден Святой Анны 1-й степени (16.09.1831)
- Императорская корона к ордену Святой Анны 1-й степени (18.10.1831)
- Орден Святого Георгия 3-й степени (22.08.1831)
- Знак отличия «За военное достоинство» 2-й степени (1831)
- Табакерка, украшенная бриллиантами, с вензелем Его Императорского Величества (1832)
- Орден Святого Владимира 2-й степени (26.09.1834)
- Орден Белого орла (03.10.1837)
- Орден Святого Александра Невского за взятие Ахульго (05.09.1839)
- Алмазные знаки к ордену Святого Александра Невского (14.04.1842)
- Табакерка с портретом Его Императорского Величества (1849)
- Золотая сабля, украшенная алмазами, с надписью «За поход в Венгрию 1849 года» (21.10.1849)
- Орден Святого Владимира 1-й степени с мечами (26.08.1856)
- Орден Святого Андрея Первозванного (08.09.1863)

Иностранные:
- Шведский орден Меча 1-й степени (1814)
- Турецкий орден Славы 1-й степени (1846)
- Портрет турецкого султана, украшенный бриллиантами (1849)
- Австрийский орден Леопольда 1-й степени (1850)

## Семья
Первая жена (с 1825 года) — Вера Михайловна Скоропадская (1801—1828), дочь полковника Михаила Яковлевича Скоропадского (1764—1810); племянница жены А. С. Хвостова. Умерла через три года после свадьбы; похоронена с 2-х месячным сыном Николаем в Спасо-Андрониковом монастыре.
Вторая жена (с 1830 года) — Екатерина Евстафьевна Ролле (ум. 1851), дочь бессарабского доктора медицины, с которой Граббе познакомился в Яссах. По словам современников, она была мала ростом, черноволоса, смугла, с чертами, встречаемыми на античных греческих камеях. Отличалась странностями и изменяла мужу. 21 августа 1851 года покончила жизнь самоубийством, выстрелив в себя из пистолета. Дети:
- Софья, жена Ивана Петровича Мосолова
- Ольга, умерла в юном возрасте
- Николай (1832 — 1896), генерал-лейтенант, участник Кавказской войны.
- Михаил (1834 — 1877), генерал-майор, участник Кавказской войны и русско-турецкой войны 1877-1878 годов, погиб при штурме Карса.
- Александр (1838—1863), штабс-ротмистр, участник Кавказской войны и подавления польского восстания 1863-1864 годов, умер от ран полученных в бою под Сендзеёвицами.
- Екатерина (1839—27.03.1888), жена барона Александра Павла фон Фитингофа (1836—1896), умерла от воспаления легких[5].
- Владимир (1843—1893), генерал-майор.